# Rossinish
Rossinish, auch Roisinis, (gälisch: Ròisinis) ist eine Halbinsel der schottischen Hebrideninsel Benbecula. Sie befindet sich an der Ostküste im Norden der Insel etwa 3,5 km ostsüdöstlich von Gramsdale und weist eine maximale Länge von etwa 1,7 km in Ost-West-Richtung und eine maximale Breite von etwa 1,1 km auf. Im Westen ist Rossinish über eine Landenge von etwa 100 m Breite mit der Hauptinsel verbunden.
Im Rahmen des Zweiten Jakobitenaufstands flüchtete der britische Prinz Charles Edward Stuart (Bonnie Prince Charlie) nach mehrmonatiger Odyssee auf die schottischen Inseln. Er landete auf Rossinish, wo er mit der Jakobitin Flora MacDonald verabredet war. Dort wurde Stuart mit Frauenkleidung als Zofe „Betty Burke“ ausstaffiert und flüchtete über die Meerenge The Minch auf die Insel Skye und schließlich nach Frankreich.
Auf Rossinish wurden Hinweise auf eine Besiedlung zu Zeiten der Glockenbecherkultur bis ins Mittelalter gefunden. Die Besiedlung wird etwa auf das 19. Jahrhundert v. Chr. datiert. Es gibt archäologische Funde in Form von Tonscherben aus nachrömischer Zeit; ferner einen Eisennagel und zwei durchbohrte Bronzestücke.